# Maison d'édition universitaire
Une maison d'édition universitaire, ou presses universitaires, est une maison d'édition liée à un ou plusieurs établissements d'enseignement supérieur menant des activités de recherche scientifique, et publiant des ouvrages et des revues liées à ces activités.
Ces sociétés sont généralement déficitaires et ne parviennent à l'équilibre qu'en publiant des livres destinés au grand public, des manuels, des recueils de textes et des ouvrages de référence, qui se vendent généralement mieux que des ouvrages purement universitaires, ainsi qu'en recevant une subvention des établissements auxquels elles sont rattachées.
Certaines font une large place aux chercheurs de leur université de rattachement ; d’autres, notamment aux États-Unis, posent comme principe qu'un chercheur ne doit pas être publié dans sa propre université, et doit soumettre ses travaux à la sélection, jugée moins complaisante, d'une maison d'édition extérieure.
Les deux plus importantes presses universitaires du monde sont britanniques : la Oxford University Press et la Cambridge University Press.
En France, 60 à 70 presses ou maisons d'édition universitaires sont recensées en 2017.

## Liste

### Universités francophones

#### France
- Association française des presses d'université - Diffusion
- Éditions de l'Université de Lorraine (Édul), maison d'édition universitaire de l'Université de Lorraine
- Éditions Panthéon-Assas (EPA), maison d'édition universitaire de l'Université Paris-Panthéon-Assas
- Éditions universitaires de Dijon (EUD), presses universitaires de l'Université Bourgogne Europe
- Presses universitaires des Antilles (PUA), maison d'édition universitaire de l'Université des Antilles
- Presses universitaires de Bordeaux (PUB), maison d'édition universitaire de l'Université Bordeaux-Montaigne
- Presses universitaires Blaise Pascal, maison d'édition universitaire de l'Université Blaise-Pascal (Clermont-Ferrand)
- Presses universitaires de Caen, maison d'édition universitaire de l'Université de Caen
- Presses universitaires de Franche-Comté, maison d'édition universitaire de l'Université de Franche-Comté
- Presses universitaires François-Rabelais (PUFR), maison d'édition universitaire de l'Université de Tours
- Presses universitaires de Grenoble
- Presses universitaires de Lyon (PUL), maison d'édition universitaire française spécialisée en sciences humaines
- Presses universitaires de Rennes, maison d'édition universitaire
- Presses universitaires de Rouen et du Havre
- Presses universitaires du Septentrion, maison d'édition universitaire française
- Presses universitaires de Strasbourg (PUS), maison d'édition universitaire française
- Presses universitaires de Reims (« Epures »), maison d'édition universitaire française
- Presses universitaires de la Méditerranée (PULM) basées à Montpellier
- Presses universitaires du Mirail, renommées Presses universitaires du Midi, de l'Université Toulouse-Jean-Jaurès
- Presses universitaires de Pau et des Pays de l'Adour (PUPPA), maison d'édition universitaire de l'Université de Pau et des Pays de l'Adour
- Presses universitaires de Perpignan (PUP), maison d'édition universitaire de l'Université de Perpignan Via Domitia
- Presses universitaires de la Nouvelle-Calédonie (PUNC), basées à Nouméa
- Presses universitaires de Vincennes, maison d'édition universitaire liée à l'Université de Paris-VIII
- Sorbonne Université Presses (SUP), maison d'édition universitaire de Sorbonne Université
- UGA Editions, maison d'édition universitaire de l'Université Grenoble Alpes

#### Belgique
- Presses universitaires de Louvain (PUL), Maison d'édition de l'Université catholique de Louvain, Belgique
- Presses universitaires de Namur, maison d'édition de l'Université de Namur
- Presses universitaires de Liège, maison d'édition de l'Université de Liège

### Universités anglophones

#### Angleterre
- Cambridge University Press (en français, Presses universitaires de Cambridge), maison d'édition universitaire britannique
- Oxford University Press (littéralement, « Presses universitaires d'Oxford »), maison d'édition universitaire britannique

#### États-Unis
- Harvard University Press (HUP), soit « Presses universitaires de Harvard »